# Zehery Lajos
Zehery Lajos (Szeged, 1893. október 5. – Budapest, 1968. február 17.) jogász, kodifikátor, egyetemi tanár.

## Élete
Felesége, akit igen fiatalon elveszített, Kazinczy Ferenc egyenes ági szépunokája, Kölcsey Ferenc oldalági rokona. Kolozsvárott szerzett felsőfokú jogi képzettséget, a tanulmányaikban végig kitűnő eredményt elérők részére adományozható államfői kitüntetés (királygyűrű) birtokosai között az utolsó volt, aki ezt Ferenc Józseftől kapta.

## Munkássága
A budapesti büntető tanszéken való munkába állása után igen rövid idő múlva az Igazságügyi Minisztériumba került, s annak törvényelőkészítő osztályán dolgozott 1945-ig. Ezzel párhuzamosan végzett tudományos munkát a büntetőjog területén. A Szegedi Tudományegyetem] Állam- és Jogtudományi Karán habilitálták magántanárrá 1922-ben, később a budapesti József Nádor Műszaki és Gazdaságtudományi Egyetem Közigazgatástudományi Karán adott elő jogi ismereteket, ill. büntetőjogot, végezetül 1950-ig címzetes egyetemi nyilvános rendes tanárként.
Publikációi közül kiemelkedik az Angyal Pállal és Degré Miklóssal közösen írt „Anyagi és alaki büntetőjog” (1927).  Tanulmányai elsősorban a büntető eljárásjog területét érintik, de érdeklődése tágabb körre is kiterjedt. Ide sorolható az öngyilkosságról írott, valamint „A szociális eszme érvényesülése büntetési rendszerünkben” c.  tanulmánya. A „Büntető Jog Tára” c. szakfolyóiratnak szerkesztője volt 1925-1944 között, részt vett a Magyar Jogi Szemle, a Magyar Jogászegylet tevékenységében. Állami megbízásból 1930-31-ben 8 hónapot töltött Párizsban; a büntetőjog mellett az igazságszolgáltatás és a jogi szakoktatás kérdéseivel foglalkozott.
Részt vett a Klebelsberg Kunó által létrehozott külföldi magyar kulturális intézetek munkáját összefogó Collegium Hungaricum Szövetség életében, melynek egy ciklusban elnöke volt. Az oktatáshoz fűződő szoros kötöttsége alapján évtizedeken át volt a középiskolai érettségi vizsgák elnöke, állami és egyházi megbízásból egyaránt.
Tevékeny szerepet vállalt az egyházi közéletben, közelebbről a Budapest-kelenföldi Református Egyházközségben, amelynek presbitere és egy ciklusban főgondnoka volt.

## További információ
- A szociális eszme népnevelésünkben Szociális Szemle, 1943. 4. évf. 5. sz. 125-130. p.